# Melanoplus tuberculatus
Melanoplus tuberculatus är en insektsart som beskrevs av Morse 1906. Melanoplus tuberculatus ingår i släktet Melanoplus och familjen gräshoppor. Inga underarter finns listade i Catalogue of Life.